# Kumail Nanjiani
Kumail Ali Nanjiani, född 2 maj 1978 i Karachi i Pakistan, är en pakistansk-amerikansk komiker, skådespelare och manusförfattare.
Nanjiani är bland annat känd för sin roll som Dinesh i HBO-komediserien Silicon Valley (2014–2019) och för att ha skrivit och spelat huvudrollen i den romantiska komedifilmen The Big Sick (2017). Han skrev manuset tillsammans med sin hustru, Emily Gordon, och tillsammans nominerades de till en Oscar för bästa originalmanus. Handlingen i The Big Sick bygger på Nanjiani och Gordons förhållande och följer vad som hände när hon blev allvarligt sjuk.
I Marvel-filmen Eternals (2021) spelade han Kingo och han har även medverkat i TV-serien Obi-Wan Kenobi. Sedan 2022 spelar han huvudrollen i TV-serien Welcome to Chippendales.
2018 utsåg Time honom till en av de 100 mest inflytelserika personerna i världen.

## Filmografi i urval
- 2011–2018 – Portlandia (TV-serie)
- 2014–2019 – Silicon Valley (TV-serie)
- 2017 – The Big Sick
- 2017 – The Lego Ninjago Movie (röst)
- 2020 – Dolittle (röst)
- 2021 – Eternals
- 2022 – Obi-Wan Kenobi (TV-serie)
- 2022–2023 – Welcome to Chippendales (TV-serie)
- 2025 – Driver's Ed
- 2025 – Ella McCay